# Wiktor Nikolajewitsch Schamburkin
Wiktor Nikolajewitsch Schamburkin (russisch Виктор Николаевич Шамбуркин; * 12. Oktober 1931 in Leningrad; † 11. Mai 2018 in Moskau) war ein sowjetischer Sportschütze und Olympiasieger.
Er gewann bei den Olympischen Spielen 1960 in Rom die Goldmedaille im Kleinkaliber-Dreistellungskampf. Vier Jahre später belegte er bei den Olympischen Spielen in Tokio den neunten Platz im Dreistellungskampf, in der Liegend-Position erreichte er Rang 21.